# Повстанческая армия Речи Посполитой

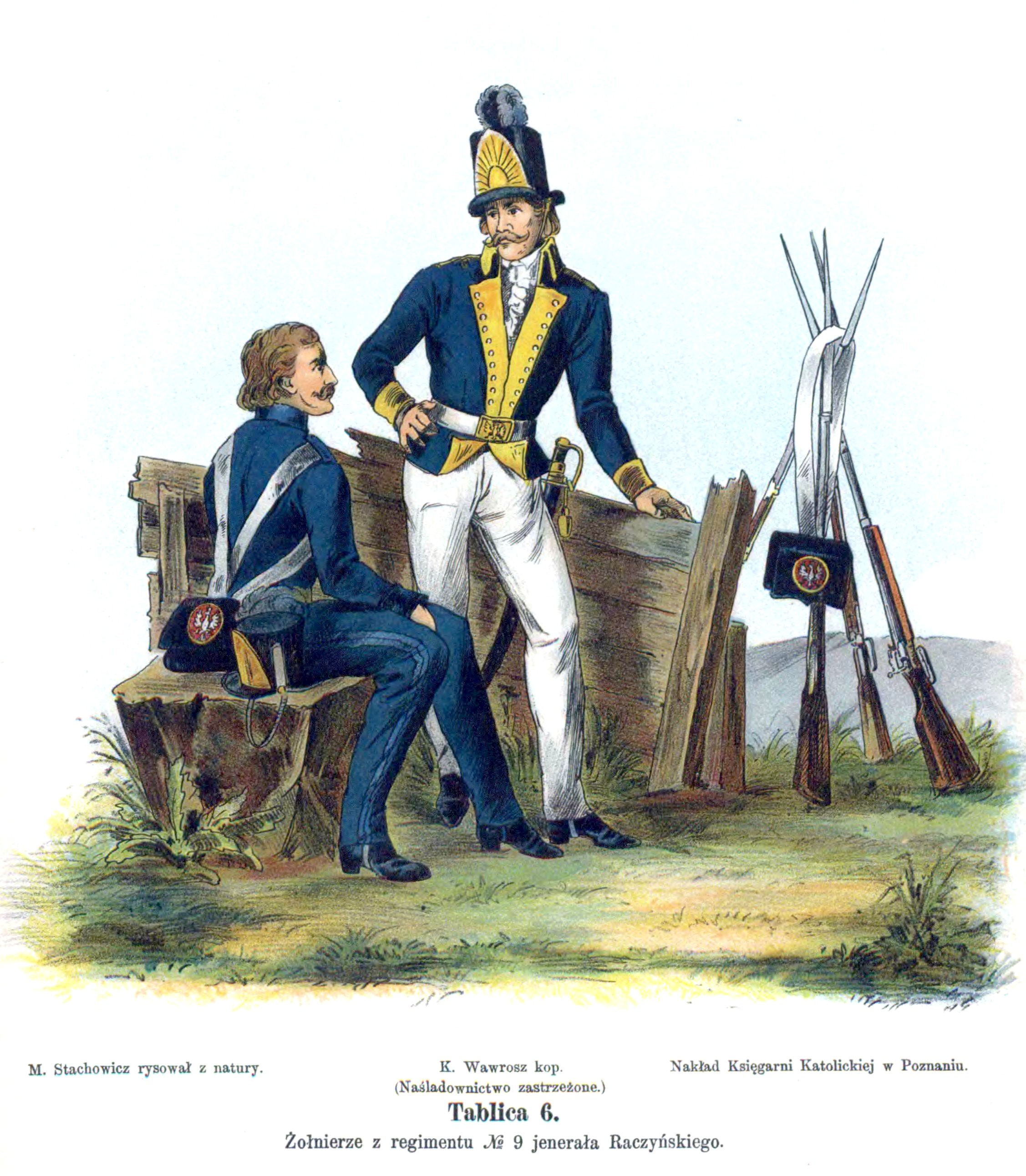
Пехота Костюшко

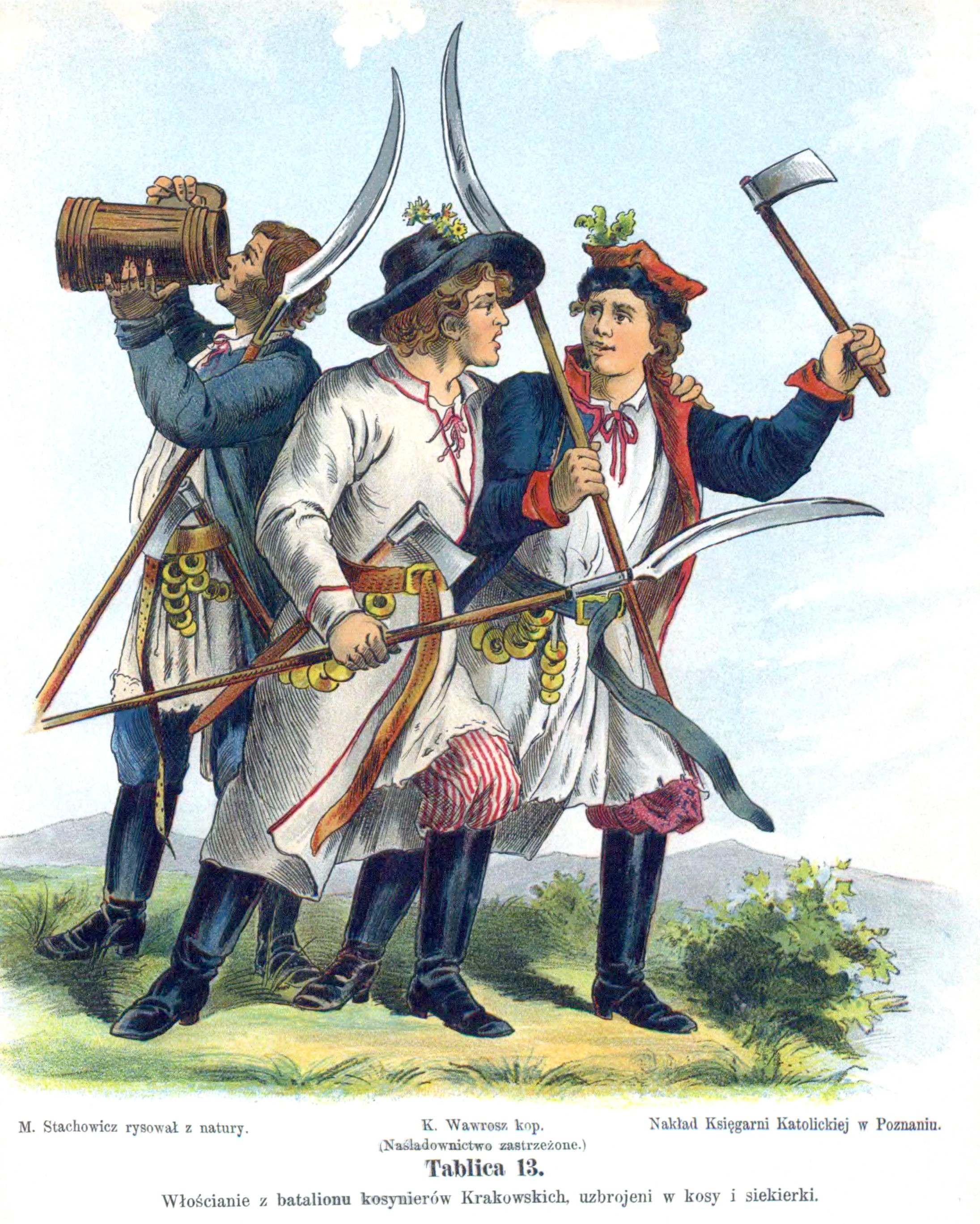
Косиньеры

Войско Тадеуша Костюшко (пол. Wojsko Tadeusza Kościuszki; бел. Войска Тадэвуша Касцюшкі) — польские вооружённые силы Речи Посполитой с 1794 года во время восстания Костюшко.
Используя польский, американский и французский революционный опыт, Костюшко разработал в эмиграции концепцию вооружённых сил восстания. Они должны были состоять из регулярной армии, добровольческих отрядов, мобильного воеводского и повятского ополчения, сформированного по американскому образцу, и массового движения всех жителей, организованного по французскому образцу.
Первоначально Костюшко имел один батальон 2-го (Водзицкого) полка, один 3-й (Чапский) полк общей численностью 800 человек и бригаду Людвика Мангета (10 эскадрилий). Бригадный генерал Мадалиньский также двинулся к Кракову со своей бригадой численностью около 1000 лошадей. Также двигались следующие три батальона 3-го и 4-го полков. Отряды в 4000 человек были единственной реальной силой на момент начала восстания. Общая численность польской армии в разделах достигала 26 000 человек. Около 4000 солдат прорвали кордон.
Вооружённые силы восстания, состоявшие из регулярных войск, подвижных ополчений и добровольческих формирований, насчитывали на пике своего развития около 83 000 человек, а с городскими ополчениями — около 105 000 человек. Принимая во внимание ситуационную общую губернскую мобилизацию, можно предположить, что через ряды повстанцев за время восстания прошло более 150 тыс. человек.

## Мобилизация
Постановления Краковской приказной комиссии требовали сдачи одного пешего рекрута и одного конного рекрута из 50 дымоходов из 5 дымоходов. Рекрут должен быть вооружён, одет в крестьянскую одежду и обеспечен сухариками на шесть дней и ежемесячным жалованьем. Это могло быть обеспечено армией, считая территорию Польши рекрутской областью после Второго раздела, численностью около 100 000 человек и 10 000 лошадей. Июньский призыв был дополнен новым, о котором было объявлено 18 сентября. Тогда было приказано предоставить одного шагохода из 10 пар и одного всадника из 50 пар. Это могло привести к набору примерно 20 000 новобранцев. Объявив второй призыв, Костюшко отказался от назначения народного движения.
Помимо призыва, регулярные части, особенно кавалерийские, артиллерийские и инженерные корпуса, пополнялись набором добровольцев. Применялась и принудительная вербовка с привлечением «свободных людей». Некоторые из дезертиров и военнопленных, в основном пруссаки, также были включены в ряды. Несмотря на приложенные усилия, не удалось в тяжёлых условиях боевых действий довести регулярную армию до 100 000 человек по числу должностей с 1792 года. На пике восстания регулярные войска насчитывали около 55 000 человек (венских — ок. 37 000, литовских — ок. 18 000).

## Присяга повстанцев
Присяга Тадеуша Костюшко , данная на Старом городском рынке в Кракове 24 марта 1794 года в начале восстания Костюшко.

Я, Тадеуш Костюшко, клянусь перед лицом Бога всему Польскому Народу, что не буду использовать доверенную мне власть для личного угнетения кого-либо, а только для защиты целостности границ, для восстановления суверенитета Нации и для укрепления всеобщей свободы. Да поможет мне Господь Бог и невинные страдания Его Сына.
Оригинальный текст (пол.)Ja, Tadeusz Kościuszko, przysięgam w obliczu Boga całemu Narodowi Polskiemu, iż powierzonej mi władzy na niczyj prywatny ucisk nie użyję, lecz jedynie jej dla obrony całości granic, odzyskania samowładności Narodu i ugruntowania powszechnej wolności używać będę. Tak mi Panie Boże dopomóż i niewinna męka Syna Jego.

## Регулярная армия
Основным ядром восстания должна была стать регулярная армия. Коронные и литовские войска после частичного сокращения и их прорыва из-за кордона бригад Вышковского, Лазниньского и Копча насчитывали около 40 000 человек. Костюшко планировал увеличить регулярную армию до числа должностей с 22 мая 1792 г., укомплектовав её с помощью традиционной дымоудаления.

### Пехота
От бывших частей осталось одиннадцать коронных полков и восемь литовских полков. При их пополнении к мушкетёрским чинам присоединялись звания косиньеров и пикинёров. Полки должны были состоять из двух мушкетёрских батальонов и стрелкового батальона. Лишь четырём коронным и одному литовскому удалось сформировать третьи батальоны, в основном состоявшие из косиньежей. Тем не менее, пехота была увеличена до 28 полков.

### Кавалерия
В начальный период восстания насчитывалось девять кавалерийских бригад, два конно-гвардейских полка, двенадцать полков авангарда. Были сформированы две новые коронные бригады и одна литовская бригада, три коронных полка и один литовский полк. Всего в составе повстанческой кавалерии было двенадцать бригад (8 коронных и 4 литовских), два полка конногвардейцев, шестнадцать полков авангарда (9 коронных и 7 литовских). Отдельные эскадроны создавались в кавалерийских бригадах из тов.

### Артиллерия
По числу должностей с 1792 г. корпус Коронной артиллерии должен был состоять из двух полков по двенадцать рот в каждом. Командовал корпусом генерал-майор Кристиан Дейбель. В Королевской армии был организован только один полк. Формирование второго не было завершено. В сентябре в корпусе насчитывалось 1954 человека. Литовский артиллерийский корпус должен был составить один полк. Он был увеличен до 1100 человек. Повстанческая армия в ходе своих операций имела более 250 орудий (в том числе около 170 полевых и 70 батальонных). Большая часть орудий находилась в Варшаве и в дивизиях Короны. Литовские дивизии имели около 60 орудий.

### Технические войска
Корпус коронных инженеров и входившие в его состав роты минёров, сапёров и пионеров были доведены примерно до 360 человек. Также были созданы 2 понтонные роты численностью около 150 человек и имеющие определённое количество понтонов. Командиром корпуса стал полковник Станислав Завадский, а в июле — подполковник Ян Мелер. Корпус литовских инженеров насчитывает 140 человек. Его командиром был полковник Шимон Гурский.

## Нерегулярные формирования
Во главе этих формирований стояли специально назначенные генерал-майоры-помещики. Они формировались из новобранцев, оставшихся после комплектования регулярных частей. Пешие ополчения обычно объединялись в батальоны или двухбатальонные полки стрелков. Они также использовались для создания батальонов серпов и пикинёров. Конные ополчения формировались по штатным полкам авангарда. С помощью добровольного набора были организованы стрелковые батальоны и полки лёгкой кавалерии. Мобильные ополчения и добровольческие формирования насчитывали около 28 000 человек.

### Участники
В массовом движении участвовали все трудоспособные мужчины от 18 до 40 лет. Он оставался под командованием генерал-майора-землевладельца. Дивизии состояли из приходских частей, которыми командовал приходской капитан. Самой маленькой единицей были группы, возглавляемые наследниками, правителями или более богатыми крестьянами. Все собственники были обязаны вести свои группы вместе с придворной службой. От этой повинности освобождались только женщины-собственницы, священнослужители, больные и старики, но с условием предоставления по два конных наместника от каждой деревни. Сила массового восстания некоторых воеводств достигала нескольких тысяч человек. Используемый для вооружённых демонстраций и прикрытия, он оказал значительные услуги. Как правило, в боях это не срабатывало. Некомпетентно руководимые, плохо организованные, они легко впадали в панику.

### Городская милиция
Он создавался в крупных городах. В него вошли мужчины от 15 до 50 лет, проживающие в городе. Из них было сформировано трёхтысячное войско. Они делились на тысячные и далее на 100-местные гонки. Ротами командовали десятичные и центурионы. Те, в свою очередь, отобрали тысячу и три тысячи человек, которым приставили в помощь профессиональных офицеров (военачальников). Варшавское ополчение насчитывало около 18 000 человек. В Вильнюсе действовала городская стража, насчитывавшая около 2000 горожан. Всего в городском ополчении было около 22 тысяч человек.

## Оружие и тактика
Из-за нехватки оружия и боеприпасов на вооружение армии были введены пики и косы. Тактика действий представляла собой упрощённую форму действий французов. Это должен был быть линейный и артиллерийский огонь с яростными ударами пехоты в штыковые колонны. Солдаты Косы наносили удары по колоннам повстанцев. Стрельба была ограничена; плутониевый огонь не применялся. После нескольких залпов по батальону были подбиты штыки. Из-за отсутствия винтовок третьи шеренги имели косы. В ополчении огнестрельное оружие было только у первых; второе и третье — косы и пики. Гренадерские (крестьянские) батальоны были вооружены только косами.
Вопреки распространённому мнению, во время восстания Костюшко косинеры не были доминирующим типом пеших войск и использовались только как вспомогательные и вспомогательные силы. Несмотря на некоторые недостатки огнестрельного оружия, большей проблемой были рекруты-крестьяне, которые не могли им пользоваться. В пехотных коронных полках огнестрельным оружием было оснащено 75,4 %, в стрелковых и ополченческих батальонах — 68,9 %. Остальным воинам были приписаны пики и косы, в основном из-за неумения пользоваться ружьями. Только в одном, 7-м Коронном пешем полку, в 1794 г. большинство солдат составляло большинство солдат.
В кавалерии товарищи формировали отдельные эскадроны. Большинство эскадрилий все рядовые. Винтовки были взяты у рядовых и вооружены копьями. Несмотря на продолжающиеся бедствия, число воевавших за несколько месяцев составило 70 тысяч человек. По тем временам поступок был экстраординарным, свидетельствующим о значительной организационной гениальности Главы Костюшко.
Под влиянием опыта Костюшко правильно оценил местность, отлично расположил артиллерийские батареи и точно использовал рейдеров. Применяя принципы, содержащиеся в трудах Фоларда и Ллойда, он применил массированную атаку на пехоту с использованием белого оружия. Он был первым в Польше, кто использовал громкоговорители. Он намеревался уладить сражения в обороне. Он придавал большое значение выбору позиции, чтобы затем перегруппировать войска и в решающем пункте иметь преимущество. Сражения при Дубенке, Рацлавицах, Щекоцинах и Варшаве являются типичными оборонительными сражениями. Под Мацеёвице произошло сочетание оборонительного боя с манёвром части войск в тыл врага.
Действия во многом характеризовались погоней за постепенным истощением противника. Действия замедлились. Здесь работал пример американской войны. Откладывая наступательные действия в более дружественных майских условиях, Костюшко отказался от боёв против двойного преимущества противника (Щекоцины, Мачеёвице). В то же время он не объединил все силы, которые могли быть в его распоряжении на тот момент. Генерал Игнаций Прондзыньский обвиняет Костюшко в передаче инициативы противнику. Он считает, что чрезмерно уверовав в оборону, лишил себя возможности использовать наступательный резерв. Он также неверно применил принципы экономии сил, единства действий и объединения усилий. Однако Костюшко обладал железной, несгибаемой волей и верой в победу. Он умел похищать войска, пробуждал в них моральную силу и героические элементы[9]. В своём военном завещании «Могут ли поляки бороться за независимость» он рекомендует поднять всеобщее восстание самостоятельно, без оглядки на иностранную помощь, переместив все народные массы путём освобождения крестьян, в полной мере используя элемент неожиданности, упорная, затяжная война, рассчитанная на изнурение противника и — победоносное применение крестьянской косы.

## Военные операции
Период с 24 марта по 20 мая характеризовался стихийными, наступательными действиями польских войск и сотрудничавшего с ними гражданского населения против российских оккупационных войск. В этот период удалось освободить большую часть страны и сформировать относительно крупный корпус польских войск: Костюшко (действовал в Кракове и Сандомерском), Гроховский (прорвался с Волыни на Костюшко), Мокроновский (в Варшаве) и Ясинский (недалеко от Вильнюса). Стратегическая инициатива в этот период была на польской стороне. Противник был застигнут врасплох и понёс большие потери. Такой ход событий в первые два месяца войны был обусловлен победами при Рацлавицах, Варшаве и Вильнюсе.
Когда вспыхнуло восстание, у Костюшко были только части в Кракове и Пиньчуве. 1 апреля главнокомандующий со своей армией выступил в сторону столицы. По пути он соединился с бригадой Мадалинского и несколькими другими подразделениями. Силы повстанцев выросли до 6100 человек и 12 орудий. Русские войска генерала Торрнасова двинулись к Кракову, а генерала Денисова и Рахманова — из Люблина. Возле Рацлавиц колонна Торрнаса преградила путь армии Костюшко. Тормасов начал бой. Он нанёс удар по польскому центру, совершая при этом глубокий обход с группой лейтенанта. Пустовалов. В критической ситуации Костюшко нанёс удар по центру Тормасова силами около четырёх пехотных рот и 300 кос. Косинежи в дерзкой атаке захватили 11 орудий. Усиливая атаку пехотой и конницей, поляки разбили колонну Тормасова. Затем Костюшко перебросил часть войск на левый фланг и разбил группу Пуствалова. Денисов, пришедший слишком поздно, в драке участия не принимал.
Тактический успех у Рацлавиц позволил предпринять ещё одну попытку прорваться в столицу. Войска стояли под Босутувом в укреплённом лагере. В это время к восстанию присоединилась Великопольская дивизия генерала Гроховского. Начальник решил присоединиться к ней. Однако переход границы прусской армией вынудил повстанческие войска остаться в Босутуве и организовать оборону Кракова. Пруссаки образовали кордон, протянувшийся вдоль прусско-литовской границы, Нарева и Вислы до Вышогруда, а затем вдоль Бзуры, Равки, Пилицы и границ Силезии. Основные прусские силы сосредоточились в районе Ченстоховы под командованием генерала Шверина. Такой же кордон русские создали вдоль Вислы. Таким образом они отрезали Костюшко от Люблинского воеводства. Корпус генерала Хрущева, направленный из Варшавы, образовал последнее звено блокады, войдя в брешь между Денисовым и Швериным.
17 апреля в Варшаве вспыхнуло восстание против сильного русского гарнизона. 10-й полк разгромил русскую часть генерала Милашевича в Краковском предместье, а группа жителей уничтожила сильную колонну у дворца Саски, бросившуюся на помощь Игельстрему. Остатки русского гарнизона отступили к Пясечно, а Игельстрём прорвался к прусскому корпусу, стоявшему у Маримонта.
16 апреля вспыхнуло восстание в Шяуляе. Литовские войска двинулись к Вильнюсу. Здесь в ночь с 22 на 23 апреля вспыхнуло восстание. После нескольких часов боёв был взят Вильнюс. Значительная часть русского гарнизона с генералом Арсением попала в плен. Подразделение майора. Тлучков ушёл в Гродно и присоединился к корпусу генерала Цицианова. Русское командование вскоре вывело остальные силы из Литвы. Генерал Якуб Ясинский принял верховное командование литовской армией.
Во второй половине апреля восстание распространилось по стране в границах второго раздела. Воспользовавшись дезорганизацией русского командования и остановив наступательные действия прусских войск, Костюшко двинулся на Поланец. Здесь его осаждали Денисов, Апрыкин и Хрущев. У противника было около 14 000 солдат. Начальник приказал Гроховскому, стоявшему в районе Люблина, форсировать Вислу и вместе с генералом Хауманом ударить по Денисову со спины. Задержка марша Человека сделала невозможной одновременную атаку. Гроховский переправился на левый берег Вислы и остановился в Опатове. Денисов, которому угрожало окружение, отошёл от Поланец к прусской границе. Таким образом, Костюшко установил связь с Варшавой. Поэтому он переехал в Шидлов, где присоединился к Гроховскому. Командирский корпус уже насчитывал около 14 000 солдат регулярной армии. В связи с тем, что корпус генерала Загряжского переправился через Буг, он решил отложить наступление на Денисов.
За счёт своих сил он создал в районе Хелма корпус под командованием генерала Зайончека. Однако действия Зайончека затянулись. Загряжский ждал прихода генерала Дерфельдена с Подоле. В этой ситуации Костюшко решил сам атаковать Денисов под Щекоцинами. Он намеревался разгромить врага до того, как на помощь придут пруссаки. Тем временем ночью из Зарновца вышла прусская армия во главе с королём Фридрихом-Вильгельмом II. Объединённые силы противника насчитывали 24 000 солдат и 122 орудия. Несмотря на огромное преимущество русско-прусских сил, Костюшко принял бой. Однако после ожесточённого боя он был вынужден отступить в сторону Малогоща, а оттуда через Кельце в Радом.
Неудачными для поляков были и бои Зайончека на Буге. Объединённые силы Загряжского и Дерфельдена вынудили повстанцев отступить к Хелму. Здесь также повстанческие войска потерпели поражение.
В середине июня польский корпус численностью около 20 000 человек сосредоточился между Радомом, Гурой Пулавской и Варкой. В последующие дни они стояли на Пилице. Вскоре, однако, часть корпуса Мокроновского отошла в Блоне, а генерала Сераковского отправили в Карчев, чтобы защитить Прагу от Дерфельдена.
27 июня Костюшко под натиском основных сил противника начал отход от реки Пилица к Варшаве. Праге угрожала опасность со стороны прусских войск, стоявших на Нареве. 30 июня в район Люблина вошёл австрийский корпус генерала Арнонкура. 7-10 июля на подступах к Варшаве шли ожесточённые бои. После сражений при Блоне-Рашине и Голкове польский корпус отошёл к столице. 13 июля русско-прусская армия подошла к Варшаве. В то время у Костюшко было 23 000 солдат, 140 пушек и, кроме того, 18 000 членов городского ополчения. 27 июля пруссаки захватили Волю и начали осадные работы. Однако они были прерваны действиями корпуса о. Понятовского в районе Шведских гор.
19 августа в Варшаву прибыли транспорты тяжёлой артиллерии. Это позволило пруссакам завоевать Шведские горы. 28 августа они атаковали Повонзки и Беляны. Фредерик Вильгельм также назначил дату общего штурма. Ввиду распространения восстания в Великопольше он отказался от дальнейшей осады столицы и в ночь с 5 на 6 сентября отошёл от Варшавы к реке Бзуре. В то же время корпус Ферзена отошёл от Служева в направлении Варки.
Корпус генерала Домбровского был отправлен в Великопольшу. В Слупце он объединил силы с Великой Польшей и двинулся в Гнезно. 2 октября Домбровский захватил Быдгощ и угрожал Торуни. Однако стратегические условия вынудили Домбровского отступить, и 23 октября он соединился с армией на правом берегу реки Бзуры.
Во время осады Варшавы Ясинскому, несмотря на несколько попыток, не удалось разбить русский корпус, угрожавший Вильнюсу с востока. Генерал Виелгорский, назначенный на его место, никаких наступательных действий не предпринимал. В конце июня в Курляндии вспыхнуло восстание. Генерал Войткевич взял Лиепаю.
В августе сводный корпус Кнорринга, Германа и Цицянова овладел Вильнюсом, а литовские дивизии отступили в направлении Гродно. Командовал ими Мокроновский. В середине сентября к Кобрину подошёл корпус генерала Суворова. После битвы при Крупчицах Сераковский, направленный против него, отступил в Брест. При дальнейшем отступлении был разбит под Тересполем.
Костюшко планировал концентрическую атаку на Суворов литовскими дивизиями и корпусом Сераковского, перестроенным в районе Седльца. Корпус Понинского, расположенный вдоль Вислы, должен был помешать Ферзену переправиться через неё. Однако Ферсену удалось прорваться через Вислу у Мачеёвиц. Командующий сначала решил разбить корпус Ферзена силами Сераковского и Понинского. 9 октября Костюшко прибыл в Мачеёвице и принял командование. Он организовал соответствующую боевую группу. Левое крыло должно было стать Понинской дивизией. Он должен был подойти к Зычину и в ходе боя ударить в тыл русским войскам, решив победу. Войска Костюшко должны были принять и выдержать атаку русского корпуса. Удар русских был так велик, а связанный с манёвром манёвр заставил поляков отступить.
Бой закончился полным уничтожением польского корпуса. Тадеуш Костюшко и генерал Сераковский, Каминский и Князевич попали в плен. Потери поляков составили более 4000 человек и 21 орудие, русских — около 2000. Пониский, получивший приказ Костюшко только в 7.00 утра, это было после боя и, собрав уцелевших, он удалился в Прагу.
Поражение под Мацеёвицами повлияло на дальнейшую судьбу восстания. Русское наступление началось на Варшаву. Дивизия генерала Мейена потерпела поражение под Кобылкой. 4 ноября сводный русский корпус овладел Прагой. Варшава капитулировала 6 ноября. Среди общего развала остатки повстанческого корпуса во главе с главнокомандующим Вавжецким и несколькими генералами отошли к Радошицам, где 16 ноября под напором русских войск были рассеяны.

## Повстанческие войска
Названия повстанческих частей

### Коронная кавалерия
- Бригада Бернацкого
- Бригада Язвиньского
- Колыбельная бригада
- Копейская бригада
- Лазнинская бригада
- Мадалинская бригада
- Бригада Манже
- Бригада Ожаровского
- Бригада Вышковского
- Гвардейский полк (Мировский)
- 1-й лёгкий водительский полк
- 3-й лёгкий водительский полк
- 4-й лёгкий водительский полк
- 5-й лёгкий водительский полк
- Виттенбергский лёгкий кавалерийский полк
- Любомирский лёгкий водительский полк

### Литовская кавалерия
- Бригада Косаковского
- Бригада Коссака
- Бригада Сулистровского
- Полк Литовской конной гвардии
- 1-й татарский полк
- 4-й лёгкий водительский полк
- 5-й лёгкий водительский полк
- Лёгкий водительский полк Алузевича
- Сопровождение корпуса верховой езды

### Коронная пехота
- Коронная пешая гвардия
- 1-й полк
- 2-й полк
- 3-й полк
- 4-й полк
- 5-й полк
- 6-й полк
- 7-й полк
- 8-й полк
- 9-й полк
- 10-й полк
- 11-й полк
- 13-й полк
- Венгерский полк

### Литовская пехота
- Литовская пешая гвардия
- 1-й полк
- 3-й полк
- 4-й полк
- 5-й полк
- 6-й полк
- 7-й полк
- 8-й полк

### Добровольческие войска
- 7-й Мазурский полк
- 9-й полк
- 10-й рег.
- 15-й полк
- 16-й полк
- 18-й Подляский полк
- 19 литовский полк
- 20 Килинский полк
- Квасьневский полк
- Красицкий полк
- Осмяловский полк
- Понговский полк
- Пиотровский полк
- Урбановский полк
- Полк Перестского уезда
- Моравский полк
- Йоселовичский полк
- Сержпинский полк
- Франковский полк
- Люблинский полк
- Сокольницкий полк
- Полк Мазовецкого легиона
- Литовский Бжеско полк
- Полк Бельского края
- Подляская бригада
- Батальон Рафаловича
- Огинская свободная стрелковая дивизия
- Свободная стрелковая дивизия Сапечи
- Брест-Литовский полк
- Литовский стрелковый батальон
- Жмудзки Тышкевича полк
- Стрелковый батальон Дембовского
- Филиал Бельского края
- Каунасский стрелковый батальон
- Краковский гренадерский батальон
- Филиал Мазовецкого легиона
- Вилкомирский батальон
- Партизанский отряд Рокитницкого
- Васютинский филиал
- Литовский стрелковый отряд
- Радзимский Люблинский полк
- Краковская милиция
- Варшавская милиция
- Вильнюсская милиция
- Конные и пешие ополчения
- Косинежские войска
- Войска пикинёров